# 32. Königlich Bayerisches Infanterie-Regiment
Das 32. Königlich Bayerische Infanterie-Regiment war ein Verband der bayerischen Armee, der im Ersten Weltkrieg aufgestellt wurde und von Januar 1917 bis Januar 1919 bestand. Es unterstand wie auch das 30. und das 31. Königlich Bayerische Infanterie-Regiment der 23. Königlich Bayerischen Infanterie-Brigade, die wiederum der 15. Königlich Bayerischen Infanterie-Division unterstellt war.

## Gliederung
Das 32. Königlich Bayerische Infanterie-Regiment verzeichnete bei seiner Aufstellung am 15. Januar 1917 gegenüber dem für Infanterie-Regimenter in der Armee des Deutschen Kaiserreichs üblichen Aufbau eine Verstärkung. Bei Mobilmachung im Jahr 1914 verfügten die üblichen Infanterie-Regimenter jeweils über drei Bataillone und eine Maschinengewehr-Kompanie. Dem 32. Königlich Bayerischen Infanterie-Regiment gehörten ebenfalls drei Bataillone an, von denen jedoch jedes einzelne über 4 Kompanien und zusätzlich 1 Maschinengewehr-Kompanie verfügte. Somit wurden die Maschinengewehr-Truppen in dem speziell für die Verstärkung an der Westfront aufgestellten Regiment deutlich verstärkt.

## Geschichte

### Aufstellung und Entwicklung
Das bayerische Kriegsministerium befahl mit Erlass Nr. 118790 vom 14. November 1916 die Aufstellung der 15. Königlich Bayerischen Infanterie-Division, bestehend aus den Infanterie-Regimentern 30, 31 und 32 sowie den Pionierkompanien 24 und 25. Die einzelnen Truppenteile des 32. Infanterie-Regiments wurden am 15. Januar 1917 an den Standorten Nürnberg, Bayreuth, Ingolstadt und Grafenwöhr formiert. Kommandeur wurde Major Karl Unna aus Amberg, bis dahin Bataillonskommandeur im 18. Königlich Bayerischen Infanterie-Regiment. Im Februar folgte in der Gegend von Murnau, Oberbayern, eine vierwöchige umfassende Ausbildung des gesamten Regiments. Höhepunkt war der Truppenbesuch König Ludwigs III. am 24. Februar 1917. Anfang März zog das Regiment ins Feld. Ziel war die Westfront in Frankreich, wo die Soldaten bis zum Kriegsende im November 1918 in zahlreichen Gefechten in der Champagne und in Lothringen an der Maas bei Verdun kämpften, unter anderem gegen die Maas-Argonnen-Offensive, die die Entente im Verbund mit dem Expeditionskorps der USA gestartet hatte, und wo sie große Verluste hinnehmen mussten.

### Auflösung
Nach der Niederlage der Mittelmächte und dem Waffenstillstand vom 11. November 1918 wurden die besetzten Gebiete in Nordostfrankreich ab dem 12. November geräumt. Es folgte der Rückmarsch in die Heimat. Am 21. Dezember 1918 marschierte das Regiment in Regensburg ein. Die Strecke von der letzten Frontstellung bei Buzancy, wo Gefallene des Regiments nach Kriegsende auf dem deutschen Soldatenfriedhof bestattet wurden, bis zum Demobilmachungsort in der Oberpfalz betrug 810 Kilometer. Das Regiment hatte dafür 32 Marschtage benötigt. Die Auflösung des Regiments dauerte bis in den Januar 1919 hinein.

### Amtliche Gefechtsbezeichnungen
1917
- 1. März bis 30. März – zur Verfügung der O.H.L.
- 31. März bis 10. Mai – Stellungskämpfe in Lothringen
- 11. Mai bis 20. Mai – Heeresgruppenreserve bei der 7. Armee
- 21. Mai bis 27. Mai – Doppelschlacht an der Aisne – Champagne
- 28. Mai bis 20. Juli – Stellungskämpfe am Chemin des Dames
- 21. Juli bis 20. August – Armeereserve der 7. Armee
- 21. August bis 9. Oktober – Abwehrschlacht bei Verdun
- ab 10. Oktober – Stellungskämpfe vor Verdun

1918
- bis 9. Januar – Stellungskämpfe vor Verdun
- 10. Januar bis 11. Februar – Heeresgruppenreserve Deutscher Kronprinz
- 12. Februar bis 23. Juni – Stellungskämpfe vor Verdun
- 24. Juni bis 2. Juli – Armeereserve der 5. Armee
- 3. Juli bis 14. Juli – Stellungskämpfe bei Reims
- 15. Juli bis 17. Juli – Angriffsschlacht an der Marne und in der Champagne
- 18. Juli bis 16. August – Stellungskämpfe bei Reims
- 17. August bis 22. August – Eingreifdivision bei der 1. Armee
- 23. August bis 24. September – Stellungskämpfe bei Reims
- 25. September – Stellungskämpfe in der Champagne
- 26. September bis 6. Oktober – Abwehrschlacht in der Champagne und an der Maas 1918
- 7. Oktober bis 9. Oktober – Armeereserve bei der 1. Armee
- 10. Oktober bis 5. November – Abwehrschlacht in der Champagne und an der Maas 1918
- 6. November bis 11. November – Armeereserve bei der 5. Armee
- ab 12. November – Räumung des besetzten Gebietes und Rückmarsch in die Heimat

## Verluste
| Zahlenmäßige Zusammenstellung der Verluste | Zahlenmäßige Zusammenstellung der Verluste | Zahlenmäßige Zusammenstellung der Verluste | Zahlenmäßige Zusammenstellung der Verluste | Zahlenmäßige Zusammenstellung der Verluste | Zahlenmäßige Zusammenstellung der Verluste | Zahlenmäßige Zusammenstellung der Verluste | Zahlenmäßige Zusammenstellung der Verluste |
| Dienstgrad                                 | Gefallen oder an Verwundung gestorben      | Infolge Krankheit gestorben                | Verwundet                                  | Verwundet bei der Truppe                   | Vermisst                                   | Gefangen                                   | Summe                                      |
| ------------------------------------------ | ------------------------------------------ | ------------------------------------------ | ------------------------------------------ | ------------------------------------------ | ------------------------------------------ | ------------------------------------------ | ------------------------------------------ |
| Hauptleute                                 | 1                                          | –                                          | 3                                          | –                                          | –                                          | –                                          | 4                                          |
| Oberleutnante                              | 1                                          | –                                          | 4                                          | –                                          | 1                                          | –                                          | 6                                          |
| Leutnante                                  | 10                                         | –                                          | 22                                         | 1                                          | 1                                          | 7                                          | 41                                         |
| Offiziersstellvertreter                    | 2                                          | –                                          | 7                                          | 1                                          | –                                          | 1                                          | 11                                         |
| Vizefeldwebel                              | 14                                         | –                                          | 45                                         | 6                                          | 2                                          | 6                                          | 73                                         |
| Fähnriche                                  | –                                          | –                                          | 1                                          | –                                          | –                                          | –                                          | 1                                          |
| Sergeanten                                 | 8                                          | –                                          | 55                                         | 7                                          | 12                                         | 15                                         | 97                                         |
| Unteroffiziere                             | 35                                         | –                                          | 174                                        | 17                                         | 12                                         | 22                                         | 260                                        |
| Mannschaften                               | 278                                        | 15                                         | 1709                                       | 84                                         | 167                                        | 128                                        | 2381                                       |
| Summe                                      | 349                                        | 15                                         | 2020                                       | 116                                        | 195                                        | 179                                        | 2874                                       |

## Regimentsführer
1917
- 15. Januar bis 6. November: Major Karl Unna
- 6. November bis 6. Dezember: Major Eduard Weinzierl (für den beurlaubten Kommandeur)
- ab 7. Dezember: Major Karl Unna

1918
- bis 3. Juni: Major Karl Unna
- 4. Juni bis 24. Juni: Major Heinrich Frank (für den mit der Führung der 23. Infanterie-Brigade beauftragten Kommandeur)
- 25. Juni bis 4. September: Oberstleutnant Karl Unna
- 5. September bis 29. September: Major Martin Backmund (für den beurlaubten Kommandeur)
- 30. September bis 6. Oktober: Hauptmann Heinrich Döderlein (für den beurlaubten Kommandeur)
- ab 6. Oktober: Oberstleutnant Karl Unna

1919
- bis 15. Januar – Oberstleutnant Karl Unna